# بريندا وليامز
بريندا وليامز (6 ديسمبر 1949 في جنوب أفريقيا - ) (بالإنجليزية: Brenda Williams)‏ هي لاعبة كريكت جنوب أفريقية. شاركت مع منتخب جنوب أفريقيا الوطني للكريكت.

## وصلات خارجية
- بريندا وليامز على موقع إي آس بي آن كريك إنفو (الإنجليزية)